# 会州 (北周)
会州，中国南北朝时的州。
北周保定二年（562年）自今甘肃省靖远县一带移会州，治所在鸣沙县（今宁夏回族自治区中宁县东鸣沙镇）。辖境相当今宁夏回族自治区中宁县及中卫市河南地区。周武帝建德六年（577年）废除会州。